# Нова Ираклица
Нова Ираклица (грч. Νέα Ηρακλείτσα, Неа Ираклица) је приморско насељено место у  општини Кушница у периферији Источна Македонија и Тракија, Грчка. Према попису из 2021. године било је 1.596 становника.
Насеље је подигнуто после 1924. године где су насељене грчке избегличне породице из Турске, којих је на попису из 1928. године било 389.